# Лобков, Александр Николаевич
Алекса́ндр Никола́евич Лобко́в (17 декабря 1989, Москва, СССР) — российский футболист, защитник.

## Биография
Начал заниматься футболом в 7 лет в ДЮСШ МИФИ (тренер — А. В. Говязин). С 1999 года по 2002 год — СДЮШОР «Торпедо-ЗИЛ» (тренер — Е. Б. Храбростин). Окончил школу № 832. Воспитанник СДЮШОР «Динамо» (Москва), тренер — Юрий Ментюков.
4 марта 2007 года дебютировал в основном составе «Динамо» в матче Кубка России против клуба «Томь», выйдя на замену вместо Александра Точилина. 17 июня 2007 года дебютировал в основном составе «Динамо» в матче Высшего дивизиона.
Александру Лобкову принадлежит своеобразное клубное достижение. В течение всего одного года он прошёл все клубные команды «Динамо» — от команды СДЮШОР 1989 г.р. через юношескую команду ЛФК «Динамо» (КФК, зона «Москва», Дивизион «А») и дублирующий состав в основной состав.
С 2007 года играл за юношескую сборную России (тренер — Игорь Владимирович Колыванов).